# 대전지족고등학교
대전지족고등학교(大田智足高等學校)는 대한민국 대전광역시 유성구 지족동에 위치한 공립 고등학교이다.

## 학교 연혁
- 2004년 1월 5일 : 대전지족고등학교 31학급 설립인가
- 2004년 3월 4일 : 제1회 입학식(255명)
- 2006년 3월 1일 : 특수학급 인가(1학급)
- 2023년 9월 1일 : 제12대 이도화 교장 부임
- 2023년 12월 22일 : 제18회 졸업식(278명 졸업, 누적 졸업생 6,495명)
- 2024년 3월 4일 : 제21회 입학식(321명 입학)

## 참고 자료
- 대전지족고등학교 - 한국교육학술정보원 학교알리미